# Velmi krátké vlny
Velmi krátké vlny (VKV, anglicky very high frequency –⁠⁠⁠⁠⁠⁠ zkráceně VHF) je oblast elektromagnetického záření používaná především pro přenos rozhlasového a radiového signálu v atmosféře. Označení vyplývá z toho, že jeho vlnová délka je poměrně velmi krátká.
Podle definice frekvenční obor zahrnuje frekvence od 30 do 300 MHz, což odpovídá vlnovým délkám 1 m až 10 metrů. Tyto frekvence se používají pro přenos signálu, které vyžadují větší šířku pásma než na KV. Do tohoto pásma tedy spadá i FM rozhlasové a televizní vysílání.
Frekvence těsně pod tímto rozsahem nazýváme krátké vlny (KV), nad tímto rozsahem ultrakrátké vlny (UKV).

## Využití

### Rozhlas
Pro analogové FM rozhlasové vysílání se používá pásmo VKV. Následující tabulka zobrazuje rozdělení rádiových vln na jednotlivá pásma a geografii jejich využití:
| Název pásma                                           | Frekvence Vlnová délka       | Příklady využití                                                    |
| ----------------------------------------------------- | ---------------------------- | ------------------------------------------------------------------- |
| Pásmo OIRT (VKV-I, „východní norma")                  | 65,8–74 MHz 4,55 m – 4,05 m  | východní Evropa (SNS), do začátku 90. let. 20. stol. střední Evropa |
| Japonské pásmo                                        | 76–95 MHz 3,95 m – 3,15 m    | Japonsko                                                            |
| II. pásmo ITU-R (pásmo CCIR, VKV-II, „západní norma") | 87,5–108 MHz 3,43 m – 2,77 m | USA, západní Evropa, střední Evropa, postupně většina světa         |

### Digitální rozhlas
Digitální rozhlas DAB využívá III. pásmo VKV (174-240 MHz). Jiný systém DRM+ vysílá také v pásmu VKV.

### Televize
Pásmo VKV se využívalo pro analogové televizní vysílání. Pro digitální televizi DVB-T/T2 se ale VKV již v Česku nepoužívá.